# Зеніт

Діаграма, що показує зеніт, надир, горизонт.

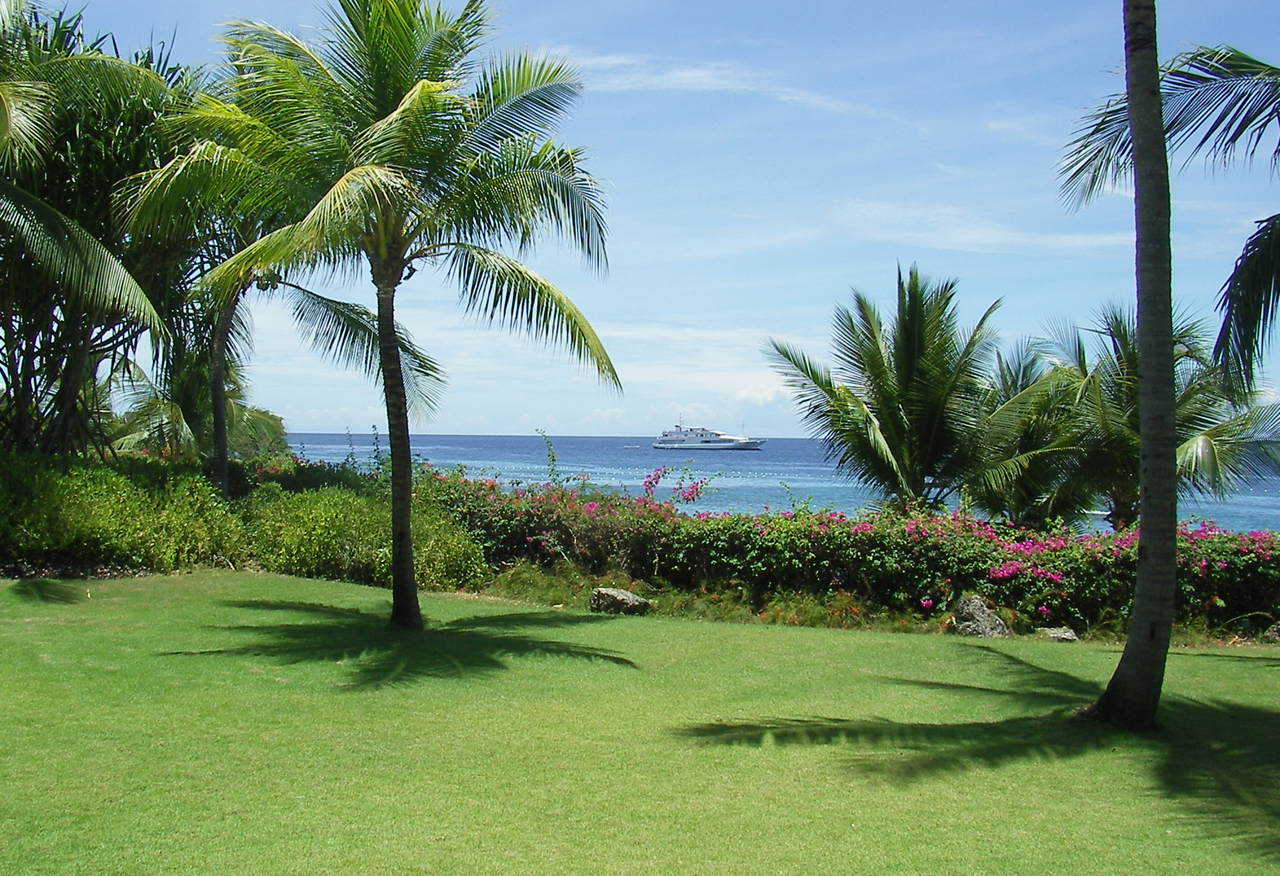
Між тропіком Рака та тропіком Козерога Сонце в певні дні року буває в зеніті, як на цій фотографії, де стовбури дерев не відкидають тіні.

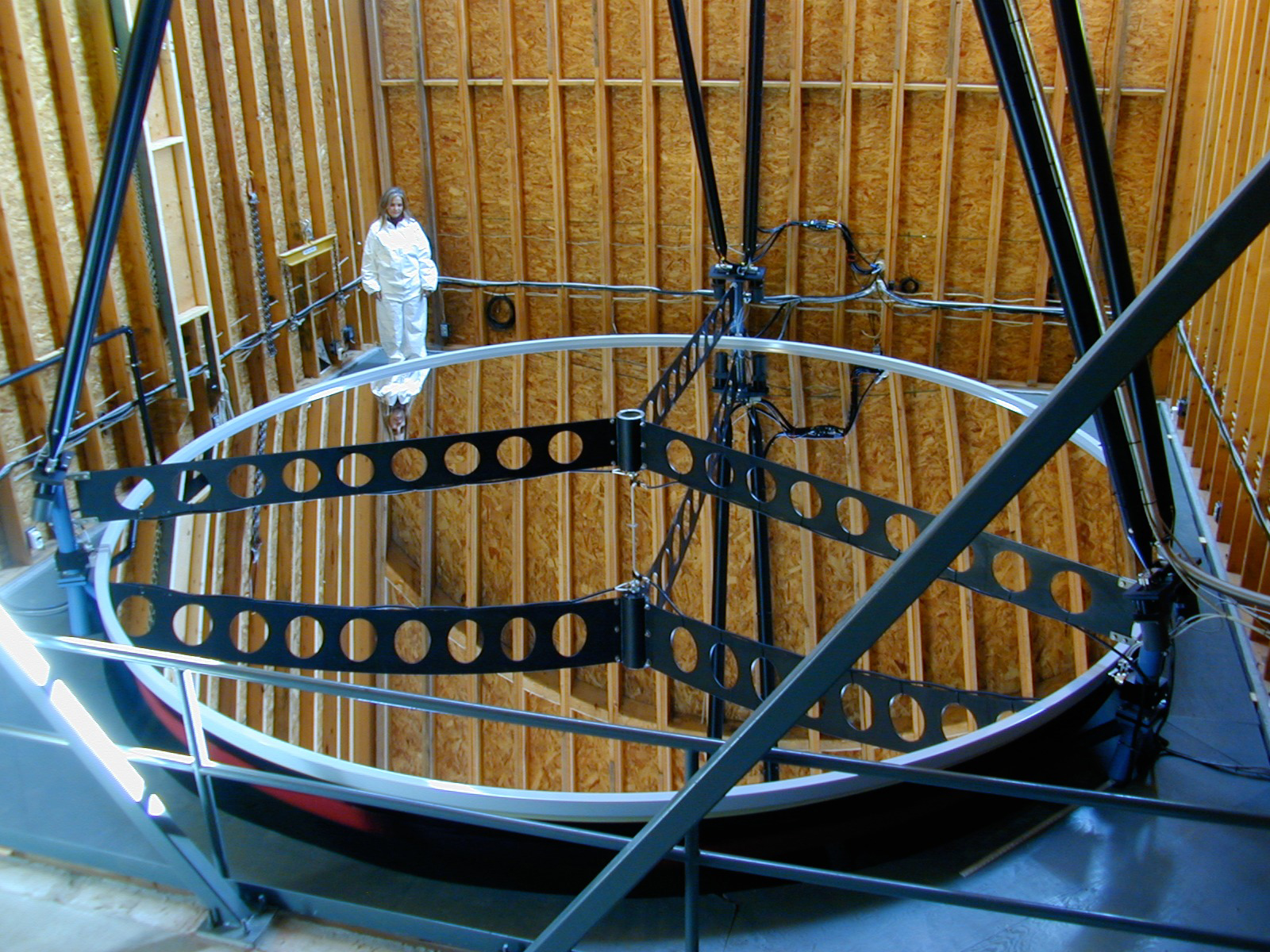
Великий зенітний телескоп через використання рідкого ртутного дзеркала міг дивитись лише в зеніт

Зені́т (від лат. zenith, наголос на другому складі пояснюють впливом фр. zénith) — точка на небі, на яку ви дивитеся, якщо ваш погляд спрямовано «точно вгору» відносно поверхні. Точніше кажучи, це точка на небі з висотою, що дорівнює +90 градусів; ця точка є полюсом горизонтальної системи координат. З геометричної точки зору, це точка на небесній сфері на перетині прямої проведеної з центра Землі, через місце спостереження на поверхні Землі. За означенням, зеніт знаходиться на місцевому небесному меридіані.

## Етимологія
Слово зеніт походить від арабського виразу سمت الرأس (семт ар-ра'с) — «напрямок на голову» або «шлях над головою». У XIV ст. у староіспанській і латинській мовах сполучення скоротилося до samt, а потім, внаслідок описки або помилкового читання латинської «m» як «ni» перетворилося на sanit. Остаточне оформлення слова як zenith сталося у XVII столітті.

## Вживання терміна
Прилад, який призначений для визначення вертикалі і який широко використовують у будівництві, називають зеніт-прилад.
Зенітними зорями називають зорі, які кульмінують на небі, проходячи через зеніт. Широко використовували в астрономічній навігації, бо дозволяли навігатору визначати свою широту за тим, які саме зорі проходять через зеніт.
Зенітний телескоп — це тип телескопа, призначений для наведення прямо вгору, на зеніт або поблизу нього. Такі телескопи створюються для точного вимірювання положення зірок або для спрощення конструкції телескопа. Наприклад, Обсерваторія орбітального сміття НАСА та Великий зенітний телескоп були зенітними телескопами, бо використання рідких дзеркал дозволяло спрямовувати їх лише вертикально вгору.
На Міжнародній космічній станції, говорячи про напрямки усередині та навколо станції відносно Землі, слова «зеніт» і «надир» використовують замість «вгорі» та «внизу».